# Графендорф-бай-Хартберг
Графендорф-бай-Хартберг (нем. Grafendorf bei Hartberg) — ярмарочная коммуна (нем. Marktgemeinde) в Австрии, в федеральной земле Штирия. 
Входит в состав округа Хартберг.  Население составляет 2530 человек (на 31 декабря 2005 года). Занимает площадь 25,1 км². Официальный код  —  6 07 07.

## Политическая ситуация
Бургомистр коммуны — Йохан Хандлер (АНП) по результатам выборов 2005 года.
Совет представителей коммуны (нем. Gemeinderat) состоит из 15 мест.
- АНП занимает 9 мест.
- СДПА занимает 5 мест.
- АПС занимает 1 место.